# Hans Kayser (Musikwissenschaftler)
Hans Kayser (* 1. April 1891 in Buchau, Württemberg; † 14. April 1964 in Bern) war ein deutsch-schweizerischer Kunst- und Musiktheoretiker und Begründer der modernen harmonikalen Grundlagenforschung im 20. Jahrhundert.

## Leben
Hans Kayser wurde als zweites Kind des Apothekers Gustav Kayser in Bad Buchau am Federsee geboren. 1892 zog die Familie in die Hofapotheke nach Sigmaringen um, wo er Grundschule und Gymnasium besuchte. Neben der Schule nahm er Mal- und Musikunterricht (Cello). In Sigmaringen war er Schüler von Musikdirektor Richard Hoff (1873–1940). Ab 1911 studierte er Musik und Mathematik in Berlin. Er war Schüler Engelbert Humperdincks und ab 1913 auch Arnold Schönbergs. Aus dieser Zeit und bis 1950 sind viele Kammermusikkompositionen, Orchesterstücke und Lieder erhalten. [siehe Haase, Ein Leben für die Harmonik der Welt Seiten 134–136]. Kayser wechselte die Studienrichtung und promovierte 1917 beim Kunsthistoriker Hans Preuß an der Universität Erlangen. Seine Dissertation über Fra Angelico wurde erst 1925 angezeigt und, wie er selbst meinte, „gottseidank nicht gedruckt“.
1913 heiratete er die jüdische Gesangsstudentin Clara Ruda. 1914 wurde die erste Tochter Eva geboren, 1916 Ruth, und 1918 der Sohn Tobias, der 1920 ertrank.
Nach Kriegsende zog er mit seiner Familie nach Herrsching am Ammersee. 1919 wurde er auf eigene Anfrage hin von Anton Kippenberg beauftragt, die Reihe Der Dom über die deutsche Mystik im Insel Verlag herauszugeben. Von ihm stammen die Schriften über Jakob Böhme, 1920 und 1924 und Theophrastus Paracelsus, 1921 und 1924. Wieder zurück in Berlin kaufte er eine kleine Druckerei, wo er bibliophile Werke druckte. Aus Geldmangel musste er diese nach wenigen Jahren wieder verkaufen. Von 1928 bis 1932 arbeitete er als Cellist/Saxophonist bei einem Kino-Orchester, dann bis 1933 als Feuilleton-Redaktor bei der Täglichen Rundschau.
Schon 1931 erwog Kayser auszuwandern, etwa nach Helsinki, wo der befreundete Philosoph Hermann Friedmann lehrte. Dann fand er in Bern den Mäzen und Philosophen Gustav Fueter (1889–1948), Besitzer des vornehmen Herrenkonfektionsgeschäfts an der Marktgasse in Bern, der ihm 1933 den Umzug in die Schweiz und (vorerst für zwei Jahre) freies Arbeiten ermöglichte. Ein enger Kontakt entwickelte sich zu Paul Klee, der ebenfalls 1933 als entarteter Künstler in die Schweiz zurückkehrte. Bedeutsam war auch seine Begegnung mit Paul Hindemith (erstmals 1935 in Olten).
1940 wurde Kayser von den Nationalsozialisten ausgebürgert und lebte nun als staatenloser Privatgelehrter in Ostermundigen, bis er 1948 das Bürgerrecht seiner Wohngemeinde erhielt. 1953 bezog er sein neugebautes Haus in Bolligen. 1961 erhielt er den Oberschwäbischen Kunstpreis. Nach dem Besuch einer Ausstellung über Charles Sealsfield im März 1964 erkrankte er schwer; er starb vier Wochen später an den Folgen eines Herzinfarkts im Berner Tiefenauspital.

## Harmonik
Die akustisch-musikalischen Gesetze in einen umfassenderen, universelleren Gesamtzusammenhang mit Schwerpunkt auf einer etwaigen Beziehung dieser Gesetze zu den Planeten und Sphären zu stellen, war ein beginnend mit Pythagoras von Samos in Antike und Mittelalter beliebtes Unterfangen (siehe Sphärenharmonie), welches in der Neuzeit zwar an Attraktivität einbüßte aber nicht gänzlich verschwand. Gelehrte die in dieser Richtung arbeiteten bzw. diese akzeptierten waren z. B. Pythagoras von Samos, die Pythagoreer, Archytas von Tarent, Platon, Kleanthes, Eratosthenes von Kyrene, Cicero, Boëthius (musica mundana), Johannes Scottus Eriugena, Jakobus von Lüttich, Gioseffo Zarlino, Johannes Kepler, Robert Fludd, Athanasius Kircher, und Albert von Thimus.
Seit 1920 arbeitete Kayser an der Reformulierung des pythagoreischen Denkens und versuchte die Erkenntnisse von Johannes Kepler (Harmonice mundi) und Albert von Thimus über eine harmonikale Ordnung der Welt auf der Basis metaphysischer Spekulationen neu zu beleben.
Im Mittelpunkt des harmonikalen Weltbildes stehen akustische Gesetzmäßigkeiten, die sich vom Monochord ausgehend erklären lassen.
Das Hauptanliegen der Harmonik ist es, kleine ganzzahlige Proportionen – Tonzahlen – als kosmische – klingende – Normen auszuweisen und die harmonischen Erkenntnisse bzw. Ansätze aus verschiedenen Gebieten wie Musikwissenschaft, Zahlensymbolik, Astrologie, Astronomie, Neuplatonismus, Kristallographie, Baukunde, Pflanzen- und Tierkunde und Quantenphysik zu einer neuen Wissenschaft zusammenzuführen. Sie beinhaltet eine ganzheitliche Lehre, die über historische und kulturelle Grenzen hinweg unterschiedlichste wissenschaftliche, philosophische und theologische Lehren und Richtungen synthetisieren soll. Kayser schreibt dazu 1968:
„In erster Linie ist die Harmonik eine Ganzheitslehre. Das heißt, sie versucht, Welt und Menschheit unter ganzheitlichen Gesichts- und Hörpunkten zu erfassen. Das wissenschaftliche Mittel hierzu ist für die Harmonik das Urphänomen der Tonzahl – …“
So sieht Kayser beispielsweise in der Quantentheorie Max Plancks mit ihren diskontinuierlich anwachsenden, diskreten Energieniveaus und der Obertonreihe der Musiktheorie ähnliche naturgesetzliche Prinzipien verwirklicht. Auch in den Dimensionsverhältnissen und Zahlenproportionen kristalliner Körper sieht er Parallelen zu den harmonischen Verhältnissen der Töne. Dabei verweist Kayser auf Schriften der Kristallographen Victor Mordechai Goldschmidt (Über Harmonie und Complication) und Christian Samuel Weiss (Betrachtungen der Dimensionverhältnisse in den Hauptkörpern des späroedrischen Systems und ihren Gegenkörpern im Vergleich mit den harmonischen Verhältnissen der Töne), welche Analogien zwischen ihrer Wissenschaft und der Musiktheorie zogen.
In seinem Hauptwerk, dem Lehrbuch der Harmonik, hat er diese Lehre darzulegen versucht.
Kayser betonte oft, dass der Begriff „Harmonik“ nicht mit dem gleichlautenden Begriff aus der Musiktheorie, der eigentlich „Harmonie“ bedeutet, verwechselt werden sollte (siehe auch: Gertrud Grunow).
Der zu Kaysers Lebzeiten von der gängigen Lehrmeinung bereits verworfene Dualismus von Ober- und Untertonreihe wurde aus harmonikaler Sicht neu begründet, vor allem durch das „Teiltonkoordinatensystem“ des Lambdomas.

## Wirkung und Fortführung
Paul Hindemith, der mit Die Harmonie der Welt eine Oper über Kepler und dessen harmonikale Vorstellungen schrieb, diskutierte mit Kayser und ließ sich trotz Kritik in Detailfragen von dessen Auffassungen beeinflussen. Folgende Aussage Hindemiths aus der Einleitung seiner Unterweisung im Tonsatz von 1937 deutet in eine ähnliche, ganzheitliche Richtung wie Kaysers Auffassungen:
„Die Intervalle waren Zeugnisse aus den Urtagen der Weltschöpfung: geheimnisvoll wie die Zahl, gleichen Wesens mit den Grundbegriffen der Fläche und des Raumes. Richtmaß gleicherweise für die hörbare wie die sichtbare Welt: Teile des Universums, das in gleichen Verhältnissen sich ausbreitet wie die Abstände der Obertonreihe, so daß Maß, Musik und Weltall in eins verschmelzen.“
Ein eventueller Einfluss von Kaysers Schriften auf Hermann Hesses Roman Das Glasperlenspiel, welcher vielfältige Verbindungen von harmonischen Gesetzen der Musik zu denen anderer Wissenschaften und Lebensbereiche zieht, wird im Kreis des Hans-Kayser-Instituts diskutiert. Dabei beziehen sich die Vermutungen speziell auf folgenden Satz im Glasperlenspiel:
„Ein Schweizer Musikgelehrter, zugleich fanatischer Liebhaber der Mathematik, gab dem Spiel eine neue Wendung und damit die Möglichkeit zur höchsten Entfaltung. Der bürgerliche Name dieses großen Mannes ist nicht mehr zu ermitteln, seine Zeit kannte den Kultus der Person auf den geistigen Gebieten schon nicht mehr, in der Geschichte lebt er als Lusor (auch: Joculator) Basiliensis fort.“
Hans Kayser inspirierte Julius Schwabe zu seinen Symbolforschungen. Den Einfluss Kaysers auf das literarische Werk des Hamburger Schriftstellers und Orgelbauers Hans Henny Jahnn weist die Literaturwissenschaftlerin Nanna Hucke in ihrer Studie Die Ordnung der Unterwelt nach. Des Weiteren entwickelt und vertritt die Autorin selbst – bezugnehmend auf Kaysers Reformstreben hinsichtlich mathematischer und gesprochener Sprache – eine harmonikal geprägte, musikalische Sprachauffassung, die eine Form- und Strukturanalyse auch wissenschaftlicher Texte unter ästhetischen Gesichtspunkten ermöglicht.
Sechs Vorträge für Radio Basel von Januar und Februar 1962 existieren auf Schallplatte: Harmonice mundi – die Harmonie der Welt. a) Die Probleme der Harmonik, b) Vom Klang in der Materie, c) Die Geschichte der Harmonik, d) Johannes Kepler und seine Weltharmonik [aus Rudolf Haase, Ein Leben für die Harmonik der Welt, Seite 137].
In Bern hat Walter Ammann (1914–2008) seit 1974 den Kreis der Freunde um Hans Kayser geführt, eine Vielzahl von Schriften herausgegeben und Symposien organisiert.
Harmonik als Universitätslehrgang wurde weltweit einzig an der Universität für Musik und darstellende Kunst Wien etabliert. Aus dem 1967 von Rudolf Haase (1920–2013) gegründeten „Institut für harmonikale Grundlagenforschung“ ist im Jahre 2002 das Internationale Harmonik-Zentrum (IHZ) hervorgegangen; es wurde von Werner Schulze (* 1952) geleitet; es wurde 2014 aufgelöst.
Das Harmonik Zentrum Deutschland in Nürnberg setzt sich weiterhin für die Verbreitung des Gedankenguts von Hans Kayser ein.
Seine Werke werden auch auf Englisch übersetzt.
Kaysers Nachlass befindet sich im Schweizerischen Literaturarchiv in Bern.

## Schriften (Auswahl)
Eine chronologische Bibliographie aller Bücher, Aufsätze, Vorträge und Kompositionen Hans Kaysers ist bei Haase (1968), S. 130–138, aufgeführt.
- Literarische Parallelen zwischen Fra Angelicos Darstellungen des Jüngsten Gerichtes und den Schriften des Antoninus Florentinus. Dissertation. Erlangen 1925, (mit Verspätung angezeigt, ungedruckt).
- Orpheus. Vom Klang der Welt. Morphologische Fragmente einer allgemeinen Harmonik. Lieferung 1. Kiepenheuer, Potsdam 1926.
- Urformen der Natur (= Vereinigung der Freunde mystischer Literatur. Veröffentlichung. 3). Vereinigung der Freunde mystischer Literatur, Berlin-Wilmersdorf 1927.
- Der hörende Mensch. Elemente eines akustischen Weltbildes. Lambert Schneider, Berlin 1930, (Unveränderter, durch ein Vorwort (von Dieter Kolk) ergänzter Neudruck. (= Copia. 3). Engel & Co., Stuttgart 1993, ISBN 3-927118-05-2).
- Vom Klang der Welt. Ein Vortragszyklus zur Einführung in der Harmonik. Niehans, Zürich u. a. 1937.
- Abhandlungen zur Ektypik harmonikaler Wertformen. Niehans, Zürich u. a. 1938.
- Grundriß eines Systems der harmonikalen Wertformen. Niehans, Zürich u. a. 1938.
- Harmonia Plantarum. Schwabe & Co., Basel 1943.
- Akróasis. Die Lehre von der Harmonik der Welt. Schwabe & Co., Basel 1946, (6. Auflage. ebenda 2007, ISBN 978-3-7965-0888-2).
- Ein harmonikaler Teilungskanon. Analyse einer geometrischen Figur im Bauhüttenbuch Villard de Honnecourt (= Harmonikale Studien. 1, ZDB-ID 1049858-8). Occident, Zürich 1946.
- Die Form der Geige. Aus dem Gesetz der Töne gedeutet (= Harmonikale Studien. 2). Occident, Zürich 1947.
- Lehrbuch der Harmonik. Occident, Zürich 1950.
- Bevor die Engel sangen. Eine harmonikale Anthologie. Ausgewählt von Hans Kayser. Schwabe & Co., Basel 1953.
- Paestum. Die Nomoi der drei altgriechischen Tempel zu Paestum. Lambert Schneider, Heidelberg 1958.
- Orphikon. Eine harmonikale Symbolik. Aus dem handschriftlichen Nachlass herausgegeben von Julius Schwabe. Schwabe & Co., Basel u. a. 1973, ISBN 3-7965-0292-X.
- Aufsätze aus dem Nachlass (= Beiträge zur harmonikalen Grundlagenforschung. 7). Herausgegeben von Rudolf Haase. Lafite, Wien 1975, ISBN 3-85151-021-6
- Tagebuch vom Binntal (= Beiträge zur harmonikalen Grundlagenforschung. 9). Herausgegeben von Rudolf Haase. Lafite, Wien 1977, ISBN 3-85151-024-0.
- Wissenschaft und Philosophie und zehn weitere Aufsätze (= Schriften über Harmonik. 5, ZDB-ID 792677-7). Kreis der Freunde um Hans Kayser, Bern 1981.
- Aus meinem Leben. Bisher unveröffentlichte Dokumente aus dem Nachlass (= Schriften über Harmonik. 26). Herausgegeben von Walter Ammann. Kreis der Freunde um Hans Kayser, Bern 2000, ISBN 3-906643-20-4.